# Chālī Sūr
Chālī Sūr (persiska: چالی سور) är en ort i Iran.   Den ligger i provinsen Kurdistan, i den nordvästra delen av landet, 500 km väster om huvudstaden Teheran. Chālī Sūr ligger 1 471 meter över havet och antalet invånare är 196.
Terrängen runt Chālī Sūr är huvudsakligen kuperad, men åt sydost är den bergig. Chālī Sūr ligger nere i en dal.Runt Chālī Sūr är det ganska tätbefolkat, med 60 invånare per kvadratkilometer. Närmaste större samhälle är Marivan, 19,4 km sydväst om Chālī Sūr. Trakten runt Chālī Sūr består i huvudsak av gräsmarker.